# Поллит, Гарри
Гарри По́ллит (англ. Harry Pollitt; 22 ноября 1890, Дройлсден, Ланкашир — 27 июня 1960, Австралия) — видный английский общественный деятель и политик.

## Биография
Гарри Поллит родился 22 ноября 1890 года в рабочей семье, отец был кузнецом. В семье было шестеро детей, Гарри был вторым. В 1906 Поллит вступил в Независимую рабочую партию, с 1912 — член Британской социалистической партии.
Он также является одним из основателей Коммунистической партии Великобритании (1920). С 1922 член ЦК и Политбюро ЦК, с 1943 член Исполкома и Политического комитета партии.
В 1929—1939-х (в 1939 году был сменён на посту генсека Р. П. Даттом, т. к. поспешил с объявлением империалистической войны (объявленной Великобританией Германии с вступлением последней в Польшу) антифашистской, и возвращён на пост с действительным наступлением последней с нападением Германии на СССР) и 1941—1956-х годах генеральный секретарь Компартии Великобритании (ушёл в отставку с поста генсека с подавлением Венгерского восстания 1956 года, ряды партии тогда покинули более 7 тыс. членов), в 1956—1960-х годах стал председателем Исполкома партии. Возглавлял делегации компартии Великобритании на XIX, XX и XXI съездах КПСС.
Не принял критику Сталина Хрущёвым на XX съезде.
В 1924—1943 годах — член Исполкома Коминтерна.
Умер 27 июня 1960 года на пути из Австралии в Великобританию.